# Ataka (pièce de théâtre)

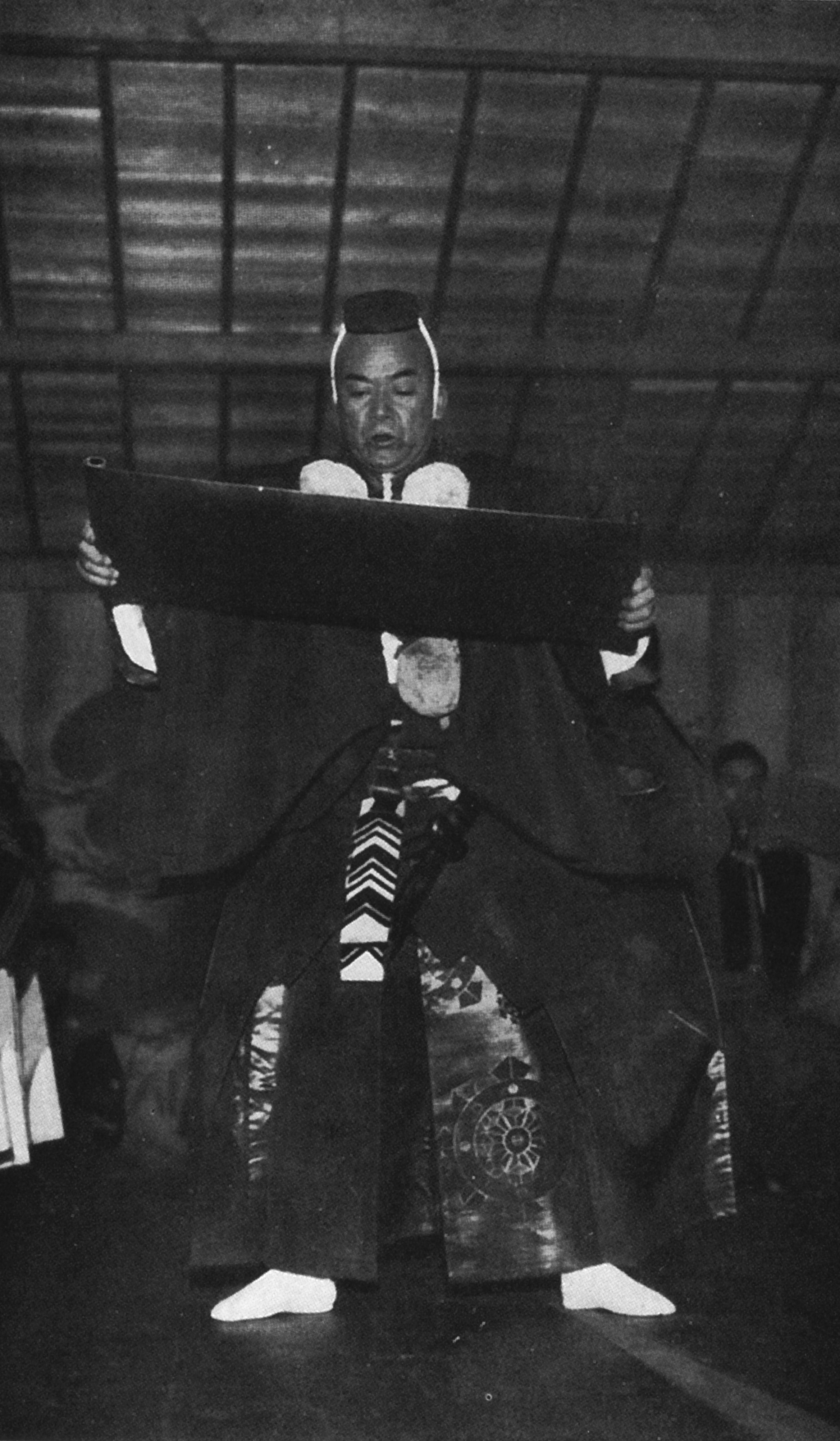
Umewaka Manzaburo (梅若万三郎), 1931

Ataka (安宅) est une pièce du théâtre nô écrite en 1465, durant l'époque Muromachi de l'histoire du Japon par le dramaturge Kanze Kojiro Nobumitsu.
À partir d'Ataka, une pièce de kabuki, Kanjinchō, a été écrite, pièce qui elle-même a été portée à l'écran sous le titre Tora no o-wo fumu otokotachi, réalisé par Akira Kurosawa en 1945.

## Synopsis
Minamoto no Yoshitsune tombe en disgrâce auprès de son frère, le shogun Minamoto no Yoritomo, et s'enfuit avec ses partisans dans la province de Mutsu, déguisé en prêtre. Ils se dirigent vers un temple appelé Tōdai-ji (une branche locale du Tōdai-ji de Nara), mais sont arrêtés en cours de route par un garde soupçonneux. La récitation d'une fausse lettre d'intention par Benkei, le compagnon de Yoshitsune, qui convainc le garde de les laisser passer, est le point culminant de la pièce.

## Source de la traduction
- (en) Cet article est partiellement ou en totalité issu de l’article de Wikipédia en anglais intitulé « Ataka (play) » (voir la liste des auteurs).